# Obelisco de Barquisimeto
El Obelisco de Barquisimeto es un destacado monumento ubicado en la ciudad de Barquisimeto, Venezuela, siendo uno de los mayores íconos representativos del estado Lara. Está ubicado al oeste de la ciudad y su construcción data del año 1952, cuando fue construido, con motivo de los 400 años de la fundación de la ciudad. La estructura consta de una gran torre de base rectangular de 75 metros de altura, la cual está compuesta principalmente de concreto y acero, contando con un ascensor interno y un reloj en el extremo superior.

## Historia
Con motivo de la celebración del cuatricentenario de Barquisimeto, el gobierno del General Marcos Pérez Jiménez, decreta la celebración del Aniversario por la Integridad Nacional el 14 de septiembre de 1952, construyendo una serie de monumentos y obras públicas, entre las que se cuentan al Obelisco.

## Estructura
El obelisco está conformado por una gran estructura en concreto armado, un paralelepípedo, de base rectangular que alcanza los 70 m. de altura, h, según el decreto del 5 de julio de 1952. Las medidas de su base rectangular, fueron actualizadas por un grupo del laboratorio de física de la UCLA Barquisimeto en mayo de 2021, corresponden a 10.3 m (a) x 2.8 m (b), un paralelepípedo de volumen = hxaxb, siendo el mayor obelisco del país. Fue diseñado por el arquitecto México-venezolano Gustavo Gutiérrez-Otero y Rodríguez, construido por el Dr. Alfredo Rodríguez Delfino y su empresa Técnica Constructora, c.a. por mandato del  Ministerio de Obras Públicas (MOP). Se inauguró el 14 de septiembre de 1952, en la parte superior, el ascensor llega a un salón mirador desde donde se puede observar gran parte de la ciudad, además, en la cara principal del mismo se sitúa un gran reloj.